# Ioan al V-lea Paleologul
Ioan al V-lea Paleologul (greacă Ίωάννης Ε' Παλαιολόγος, Iōannēs V Palaiologos), (n. 18 iunie 1332, Didymoteicho, Macedonia și Tracia⁠(d), Grecia – d. 16 februarie 1391, Constantinopol, Imperiul Roman de Răsărit) a fost fiul împăratului Andronic al III-lea Paleologul și al Anei de Savoy. Bunicul din partea mamei este contele Amadeus al V-lea de Savoy. Prima soție a fost Elena Cantacuzino  și a doua soție a lui a fost Maria de Brabant. A urmat, după tatăl său, la tronul imperiului bizantin în 1341, la vârsta de 9 ani.
Între 1347 – 1354 a domnit alături de Ioan al VI-lea Cantacuzino și între 1353 – 1357 a domnit alături de Matei Cantacuzino.
După încheierea luptelor cu Cantacuzinii (cu Ioan al VI-lea Cantacuzino), Ioan al V-lea Paleologul a ocupat tronul mult dorit. Ce-i drept, despotul Moreei, Manuel Cantacuzino, s-a separat de Paleolog și a păstrat pentru sine puterea asupra părții bizantine a Peloponesului. 
La sfârșitul războiului civil dintre cei doi Ioani, Imperiul oferea o priveliște mohorâtă. Tracia, cutreierată în lung și în lat de detașamente de mercenari, se transformase într-un pustiu, visteria era secătuită, armata nu exista, Constantinopolul zăcea în ruine.

Steagul imperiului bizantin

Însăși poziția pe tron a lui Ioan V era destul de ambiguă. Foarte repede după întronarea lui, la Constantinopol s-a creat o situație uimitoare pentru Evul Mediu. Vorba e că Ioan Ioasaf Cantacuzino, în ciuda călugăriei sale, rămăsese, de fapt, la cârma statului. Dacă Ioan V Paleologul întruchipa puterea laică în Imperiu, Ioasaf Cantacuzino, în schimb, stăpânea mințile romeilor (folosindu-se, în primul rând, de acea mare forță care era Biserica). Mai mult decât atât, Paleologul, căsătorit cu Elena, fiica lui Cantacuzino, i-a recunoscut oficial socrului său dreptul la titlul de basileu-tată, și Ioasaf își semna scrisorile ca Ioan, împărat și autocrator al romeilor, credincios întru Domnul Christos, rebotezat pentru dumnezeiescul cin călugăresc ca Ioasaf monahul. După spusele patriarhului Philotheos Kokkinos, după abdicare, Cantacuzino se bucura, poate, de mai multă autoritate, decât în timpul autocrației sale laice. Spre deosebire de Ioasaf, Ioan V nu dispunea de o asemenea autoritate. El era un om tare ușuratic și nu se prea interesa de alte lucruri, în afară de femeile drăguțe și frumoase și pe care dintre ele și cum s-o prindă în plasa sa. (cf Ducas)
În anul 1359, turcii au atacat capitala Imperiului. Această năvală a fost respinsă - vechile ziduri ale orașului mai erau încă în stare să inspire respect barbarilor, în curând însă, din cauza monstruoasei incapacități a comandanților cetăților, otomanii au pus stăpânire pe Didymotika și pe Adrianopol, într-un răstimp mai scurt de un an (1361 și 1362). În 1365, Murad I, care-și luase titlul de sultan, a făcut din Adrianopol a doua sa capitală (prima fusese Brussa). Cotropirea de către turci a celorlalte pământuri era, de acum încolo, doar o chestiune de timp.
Trebuia găsită o ieșire, și Ioan V, înconjurat de dușmani, a hotărât să ceară ajutorul Occidentului.În primăvara anului 1366, el a sosit la curtea regelui ungar Ludovic I. Împăratul n-a izbutit să obțină nimic esențial (ungurii catolici au refuzat să-I ajute pe ,,schismatici’’), iar, la înapoiere, el a căzut prizonier la bulgari. Din nevoie l-a scos pe Paleolog unchiul său după mamă -Amedeo, ducele de Savoia. Aflându-se în fruntea oștirii cruciaților, acesta nu numai că l-a eliberat pe basileu din captivitate, ci și i-a alungat pe otomani din Peninsula Gallipoli. Ducele n-a încercat să facă mai mult și s-a întors acasă.
O dată cu oștirea lui Amedeo a venit la Constantinopol legatul papal Paul. El le-a declarat grecilor, în mod public, că atâta timp cât Bisericile Romei și Constantinopolului sunt dezbinate, Bizanțul nu va primi armate din Occident. Era necesară unirea. Dar, tocmai în legătură cu unirea, Ioan V și Ioasaf aveau păreri diametral opuse. Paleologul socotea că orașul lui Constantin ,,face cât liturghia’’ și că, pentru a obține soldați și a apăra Imperiul, trebuie făcută unirea cu orice preț, inclusiv satisfacerea tuturor pretențiilor papei. Cantacuzino nu era de acord cu modul acesta de a pune problema. El considera că trădarea adevărului - a ortodoxiei - este inadmisibilă și a declarat că singura cale spre reunirea Bisericilor este convocarea unui sinod ecumenic la Constantinopol. Dacă sinodul va demonstra că dreptatea este de partea latinilor - îi spunea Ioasaf lui Paul, la tratativele din iunie 1367 - el însuși va semna cel dintâi carta unirii. Legatul, dându-și repede seama de cine depinde soluționarea problemei, se adresa numai lui Cantacuzino: Căci tu (Ioasaf) ești asemenea unei frigări, de care atârnă toți, ca bucățile de carne; și dacă tu te vei urni din loc, ei se vor întoarce o dată cu tine. Lui Ioan V îi venea greu să audă lucrurile acestea, dar nu putea influența deloc situația existentă.
Cu siguranță că turcii reprezentau un rău, dar nu mai mare decât latinii, deoarece, cu toată sălbăticia și rapacitatea lor, cotropitorii musulmani nu atentau (cel puțin, în secolul XIV)la credința (adică sufletul) creștinilor. Lămurindu-se asupra punctului de vedere al romeilor în legătură cu unirea, Paul a plecat la Roma.
Datorită eforturilor lui Cantacuzino, cea mai mare parte a scaunelor episcopale și mitropolitane erau ocupate de tovarășii săi de idei isihaști, iar patriarh era, pe atunci, vechiul său prieten, Philotheos Kokkinos. În aprilie 1368, la Constantinopol s-a adunat un sinod local, care l-a canonizat pe Grigore Palamas și l-a condamnat pe ieromonahul  Prochoros Kydones ca pe unul care împărtășea erezia lui Varlaam și a discipolului acestuia, Akindynos. Dar fratele lui Prochoros era Demetrios Kydones -consilierul principal și prietenul lui Ioan V. Împăratul n-a fost în stare să împiedice lucrul acesta (fiindcă veni vorba, chiar și sinodul a fost convocat de Ioasaf și de patriarhul Philotheos, dacă nu contrar voinței basileului, cel puțin, fără asentimentul lui). Lui Ioan V I s-a dat clar de înțeles că biserica nu va sprijini politica lui latinofilă. Aceasta însă nu l-a oprit pe Paleolog.
Turcii continuau să-i strâmtoreze pe bizantini și Ioan V, însoțit de Demetrios Kydones, latinofil ca și el însuși, a plecat a doua oară în Europa, de data aceasta-în Italia. În vara anului 1369, el a vizitat Roma, unde se mutase de la Avignon papa Urban V. La 18 octombrie, Ioan V a trecut la catolicism și a semnat hotărârea privind unirea celor două Biserici sub oblăduirea pontifului roman. Însă la semnarea documentului n-a fost prezent nici un preot grec! Folosind fapta autocratorului drept pretext, papa a refuzat categoric să participe la un sinod ecumenic.
Demersul disperat al Paleologului nu le-a adus prea mult romeilor - în afară de promisiuni și subsidii bănești neînsemnate, împăratul n-a obținut nimic.. Pe când se întorcea acasă, el a avut de suportat o rușine nemaivăzută: venețienii l-au reținut pe suveranul bizantin și i-au cerut să-și plătească datoriile, amenințându-l cu închisoarea pentru datornici, ca pe cel mai amărât milog. Andronic IV, care rămăsese pe tron ca regent, n-a depus nici un efort ca să-și salveze tatăl. Nefericitul monarh a fost scos din nevoie de fiul său mijlociu, Manuel, despotul Thessalonicului, și de Ioasaf Cantacuzino - ei au adunat suma cerută și, în octombrie 1371, Ioan V a fost eliberat.
Unirea, înfăptuită de ,, apărătorul Bisericii’’, fără consimțământul acesteia din urmă, a sucombat, de fapt, imediat după naștere. Deoarece nu-și dorea necazuri, la întoarcerea sa, Paleologul a renunțat la catolicism. Spre deosebire de unirea de la Lyon, actul din 1369 n-a provocat la Constantinopol o reacție violentă, acțiunile suveranului fiind întâmpinate aici cu indiferență: în primul rând, fiindcă, în ciuda simpatiilor sale pro-occidentale, aceasta era, în general, destul de loial față de ortodoxie, iar în al doilea rând, se prea poate, datorită intervenției lui Ioasaf, care, fiind în relații de prietenie atât cu Ioan V, cât și cu partizanul neclintit al ortodoxiei, patriarhul Philotheos, a contribuit la aceea  ca episodul acesta să fie dat uitării.
La 26 septembrie 1371, turcii au zdrobit, lângă Černomen, milițiile despotului sârb Ioan Ugliješa. Statul otoman prindea puteri și, în cele din urmă, în primăvara anului 1373, Ioan V s-a recunoscut pe sine vasal al sultanului Murad I. Titlul de ,,autocrator al romeilor’’ a devenit, de acum încolo, o ficțiune chiar și din punct de vedere juridic: care autocrat mai depune jurământul de vasalitate în fața unui străin? De acum, basileul trebuia să participe, împreună cu oștirile sale, la expedițiile sultanului. În Asia Mică, sub stăpânirea Imperiului mai rămăseseră doar câteva orașe izolate, pe care turcii le ocupau, pe măsura necesității.
Din 1376 până în 1379, Ioan V, detronat de fiul său a lâncezit în închisoare.
La 15 iunie 1389, în sângeroasa bătălie de la Kosovopolje a fost nimicită oștirea cneazului sârb Lazăr. Înaintea luptei, sârbul Miloš Obilic a pătruns, dându-se drept transfug, în cartierul general al sultanului și l-a înjunghiat pe Murad I. Acest lucru însă nu i-a salvat pe creștini - bătălia a fost condusă și câștigată de moștenitorul tronului turcesc, care a devenit în acea zi sultan: Baiazid I. Noul suveran al otomanilor era un oștean înzestrat și a fost supranumit Yîldîrîm-Trăsnetul. Baiazid a încetat să-i mai menajeze pe romei și, în 1390, moștenitorul tronului lui Iustinian și al lui Vasile Bulgaroctonul, Manuel Paleologul, a fost nevoit să asalteze, împreună cu sultanul, ultimul oraș bizantin din Asia Mică-Philadelphia.
La sfârșitul anului 1390, împăratul a ordonat să fie înălțate noi fortificații lângă Poarta de Aur a capitalei, folosind pentru aceasta marmura de la ruinele bisericilor din oraș. Atunci când lucrările au luat sfârșit, Baiazid, amenințând cu războiul, a cerut ca întăriturile să fie dărâmate. Paleologul s-a supus poruncii suzeranului său, dar n-a suportat o asemenea umilință și, potrivit mărturiei istoricilor, a murit, din cauza șocului psihic, 16 februarie 1391.